# Kepler-1282b
Kepler-1282b és un planeta extrasolar que forma part d'un sistema planetari format per almenys un planeta. Orbita l'estel denominat Kepler-1282. Va ser descobert l'any 2016 per la sonda Kepler per mitjà de trànsit astronòmic.